# Aberdalgie
Aberdalgie (en gaélique : Obar Dheilgidh) est un village d'Écosse sur l'Earn à 4 km sud-ouest de Perth. Pêche du saumon au XIXe siècle.

## Histoire
Le 12 août 1332, Édouard III et John Baliol y vainquirent complètement le comte de Mar, régent d’Écosse à la bataille dite de Dupplin.